# Cyrtandra oblongata
Cyrtandra oblongata är en tvåhjärtbladig växtart som beskrevs av Elmer Drew Merrill. Cyrtandra oblongata ingår i släktet Cyrtandra och familjen Gesneriaceae. Inga underarter finns listade i Catalogue of Life.